# 南斯拉夫国旗
本条目介紹南斯拉夫所使用的國旗。南斯拉夫王國、南斯拉夫社會主義聯邦共和國、塞爾維亞與蒙特內哥羅在1918年至2006年间使用三面国旗，均为三色旗，其组成颜色为蓝色、白色和红色，这三种颜色均是泛斯拉夫颜色，体现了南斯拉夫是一个由斯拉夫民族组成的国家。

## 南斯拉夫王國
南斯拉夫王國國旗自上而下由藍、白、紅三色條紋组成。藍、白、紅三色也是斯拉夫顏色。於1918年開始使用，直到1946年共产主义政权上台后废止。

### 其他旗幟

南斯拉夫王國軍艦旗
王室旗

## 南斯拉夫社會主義聯邦共和國
南斯拉夫社會主義聯邦共和國國旗，是一面三色旗，自上而下由泛斯拉夫顏色—藍、白、紅三色條紋組成，国旗中央有一顆帶金邊的紅色五角星。蓝色象征自由，白色象征和平、安宁的生活，红色象征追求公理与正义的信心和勇气，金边红色五角星象征社会主义和共產主義。国旗设计者为Đorđe Andrejević-Kun。本国旗于1946年1月31日启用，直到1992年4月27日南斯拉夫内战后废止。

### 各加盟共和国国旗
南斯拉夫社會主義聯邦共和國的各加盟共和国都拥有自己的国旗，与苏联加盟共和国的做法非常类似，
它们大部分是以南斯拉夫国旗为蓝本而设计的（马其顿社会主义共和国除外），被视为南斯拉夫国旗的变体。以下是南斯拉夫六个加盟共和国国旗在1992年解体时的图案：

塞尔维亚社会主义共和国
克罗地亚社会主义共和国
黑山社会主义共和国
斯洛文尼亚社会主义共和国
波斯尼亚和黑塞哥维那社会主义共和国
马其顿社会主义共和国

波斯尼亚和黑塞哥维那社会主义共和国国旗，为红色旗帜，左上角为镶有金边的南斯拉夫国旗，且图案较小。红色象征共产主义。
克罗地亚社会主义共和国国旗，为三色旗，自上而下由红、白、蓝三色横条组成，中央有一个金边红色五角星，象征共产主义。
马其顿社会主义共和国国旗，为红色旗帜，左上角为一颗金边红色五角星，象征共产主义。
黑山社会主义共和国国旗和塞尔维亚社会主义共和国国旗的图案雷同，均为三色旗，自上而下由红、蓝、白三色横条组成，
中央有一个金边红色五角星，象征共产主义。
斯洛文尼亚社会主义共和国国旗，为三色旗，自上而下由白、蓝、红三色横条组成，中央有一个金边红色五角星，象征共产主义。

### 其它旗帜

南斯拉夫海军用国籍旗
海軍用国籍旗
海軍用国籍旗
南斯拉夫海军军旗
总统旗
南斯拉夫共产主义者联盟党旗，上有党徽和克罗地亚文“全世界无产者，联合起来！”的口号。
政府用旗
南斯拉夫人民军军旗
南斯拉夫联盟共和国军旗
塞尔维亚和黑山军旗

### 其他旗幟

民主联邦南斯拉夫国旗
民主联邦南斯拉夫国旗
南斯拉夫反法西斯人民解放委员会旗帜
克罗地亚社会主义共和国国旗
克罗地亚省的民用旗
克罗地亚独立国国旗

## 南斯拉夫联盟共和国以及塞尔维亚和黑山
1992年，南斯拉夫爆发内战，这导致了南斯拉夫的解体以及共产政权的倒台，仅剩塞尔维亚和黑山两个国家，并组建成南斯拉夫联盟共和国。同时4月27日采用新国旗，将原南斯拉夫国旗中央的金边红色五角星删除。2003年2月4日，更名为塞尔维亚和黑山之后，国旗继续使用。直到2006年6月5日塞黑解体后，停止使用。

### 加盟共和国国旗

塞尔维亚共和国国旗
黑山共和国国旗

### 其他旗帜

塞尔维亚和黑山国家联盟总统旗帜
塞尔维亚和黑山国家联盟总理旗帜
塞尔维亚和黑山军旗
政府旗帜
海军旗帜
塞尔维亚国旗
塞尔维亚和黑山国旗（带国徽）

### 少数民族旗帜
南斯拉夫的少数民族旗帜基本上以所在母国国旗和南斯拉夫红星组成，例如德意志族旗为德国国旗加金边红星。其中阿尔巴尼亚族旗与1946-1992年间的阿尔巴尼亚国旗非常相似。

土耳其族
意大利人
阿尔巴尼亚族
捷克人
匈牙利族
保加利亚人
乌克兰族
德意志族

## 南斯拉夫历代国旗
- 南斯拉夫王国
（1918年－1945年）
- 南斯拉夫王国
（1918年－1945年）
- 南斯拉夫反法西斯人民解放委员会
（1942年－1945年）
- 民主联邦南斯拉夫
（1942年－1945年）
- 南斯拉夫社会主义联邦共和国
（1945年–1991年）
- 南斯拉夫联盟共和国
（1992年－2003年）

### 旗帜概览
|           |           |           |           |           |           |
| 1918–1941 | 1918–1945 | 1942–1945 | 1942–1945 | 1945–1991 | 1992–2003 |